# Тай-Суй

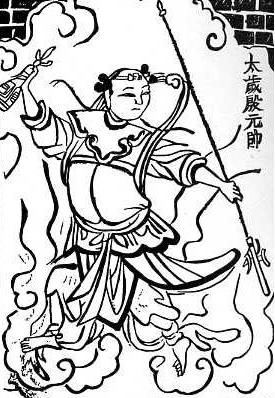
Тай-Суй, гравюра

Тай-Суй — божество китайской мифологии и гипотетическая планета согласно воззрениям китайских астрологов.

## В мифологии
Тай-Суй (кит. 太歲, «великое божество времени», великий год, антиюпитер) — в китайской мифологии бог времени и покровитель Юпитера — планеты времени (Суй-син). Считалось, что противодействие божеству, как и поиск его покровительства, приводят к несчастью. Расцвет культа бога Тай-Суй приходится, в основном, на XI век. Элементом культа божества были жертвоприношения перед началом важных работ. В более поздней мифологии Тай-Суй считался распорядителем времён года, месяцев, дней. Изображался либо с копьём и колокольчиком, улавливающим души, либо с секирой и кубком.
Тай-Суй является божеством даосского пантеона.
Полный китайский цикл из шестидесяти лет ассоциируется с воинством из шестидесяти солдат, которые выполняют приказы Нефритового Императора, заботящегося о благополучии мира смертных. Каждый из этих солдат поступает на службу на год.
Таким образом в каждом году Тай-Суй принимает образ воина (также генерала), соответствующего характеру этого года. В даосских храмах выставляется новая фигура, поклонение которой связано с определёнными религиозными церемониями. Повсеместно продаются талисманы, защищающие от гнева бога Тай-Суй.

## В астрологии

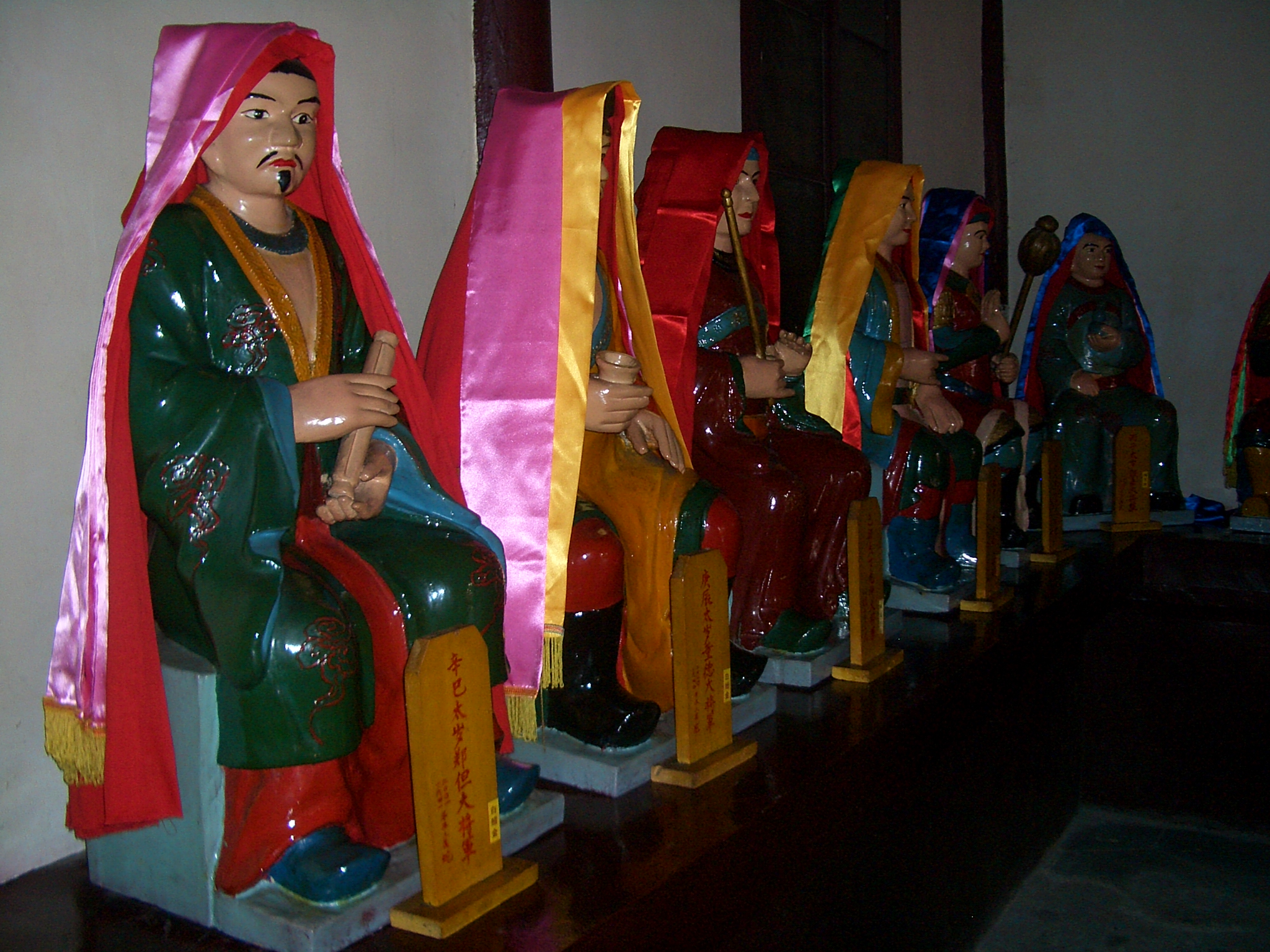
Несколько из 60 солдат-тай-суев в храме Чанчунь (г. Ухань)

Тай-Суй (кит. 太歲, буквально: Великий Год, называется также Антиюпитер) — гипотетическая планета в китайской астрологии, движущаяся по небосклону в противоположном Юпитеру направлении. Своё название получила потому, что один оборот Тай-Суй равен двенадцати годам, и каждый год Тай-Суй проходит один из двенадцати секторов китайского зодиака. С Тай-Суй ассоциируются также звёзды на небосклоне.
Это понятие потому было введено в китайскую астрологию, что в период, когда Юпитер хорошо наблюдается ночью и стоит высоко над горизонтом, он противостоит Солнцу и движется попятно по эклиптике.
В астрологии и геомантии (Фэн-шуй) области господства Тай-Суй считаются неблагоприятными, и их не рекомендуется тревожить.